# LiveType
LiveType是苹果公司开发的一款用于创建视频项目中的动画标题文本的软件 。LiveType在 Final Cut Pro X、Motion 5 和 Compressor 4 发布后停止更新。LiveType最後一個穩定版本發佈於2007年。